# Cola mossambicensis
La cola de Mozambique (Cola mossambicensis) es una especie de árbol de la familia de las malváceas. 

## Descripción
Es un gran árbol endémico del bosque siempreverde del centro de Mozambique y Malaui. Al igual que otras especies del género  Cola,  las flores se producen en racimos en las ramas viejas y las semillas se liberan cuando los frutos maduros se dividen longitudinalmente.
Esta especie de árbol alcanza hasta 27 m de altura; con las hojas  de hasta 22 × 9,5 cm, coriáceas o subcoriáceas, obovado-elípticas a obovadas, el ápice abruptamente acuminado.